# Anadia altaserrania
Espèce
Anadia altaserrania est une espèce de sauriens de la famille des Gymnophthalmidae.

## Répartition
Cette espèce est endémique du département de Magdalena en Colombie. Elle se rencontre dans la Sierra Nevada de Santa Marta entre 3 383 et 3 452 m d'altitude.

## Publication originale
- Harris & Ayala, 1987 : A new Anadia (Sauria: Teiidae) from Colombia and restoration of Anadia pamplonensis Dunn to species status. Herpetologica, vol. 43, no 2, p. 182-190.